# MS86
De MS86 is een elektrisch treinstel van de Belgische spoorwegmaatschappij NMBS, dat gebouwd werd in de periode 1986-1991 door BN Brugge in samenwerking met ACEC. De verouderde benaming MS verwijst naar motorstel; de NMBS gebruikt nu de benaming MR (motorrijtuig), in het Frans is AM hiervoor gebruikelijk (van "automotrice"). Het is tweedelig en heeft aan beide kanten een stuurpost. Het is te herkennen aan de typische kopwanden, die de vorm van een duikbril hebben. Daarom wordt de MS86 ook de Duikbril genoemd. Een andere bijnaam is Sprinter, de MS86 werd namelijk in de eerste plaats ontworpen voor L-treinverbindingen en heeft daarom een polyester behuizing die de trein veel lichter maakt en toelaat sneller te accelereren. Een andere zeldzame eigenschap van deze trein is dat hij uitklapbare zijspiegels heeft, wat de treinbestuurder toelaat bij stilstand te zien wat er op het perron gebeurt.
Aanvankelijk zijn er 35 stellen MS86 besteld, later zouden er 35 volgen (MS89), hiervan zijn er echter maar 17 geleverd. De MS86 is bijna identiek aan de MS89.

## Inzet
De MS86 wordt voornamelijk ingezet op de Brusselse S-diensten S5, S7 en S9 via spoorlijn 26. Ook rijden ze op enkele P-treinen.
De MS86 zijn sinds de jaren 2020 buiten dienst in de zomervakantie wegens geen airco en snel oplopende temperatuur.

## Kleurstelling
Het plan bij indienststelling was dat de MS86 een wit uiterlijk zou krijgen met zwart omkaderde ramen, en een rode lijn vanaf de front van de 'duikbril' langsheen de onderkant van de ramen. Dit naar een ontwerp van Idea nv uit Wijnegem. De NMBS koos later toch voor de bordeauxrode huisstijl die destijds de standaard was bij het Belgische spoorwegmaterieel.
Tussen 2012 en 2017 werd zowel het interieur als exterieur gerenoveerd in dezelfde "new look"-stijl als de reeds gerenoveerde MS80. De MS86 had in de oude versie gordijntjes aan de ramen, bij de vernieuwde exemplaren is dit enkel het geval bij stellen 916 en 917.

## Impressie

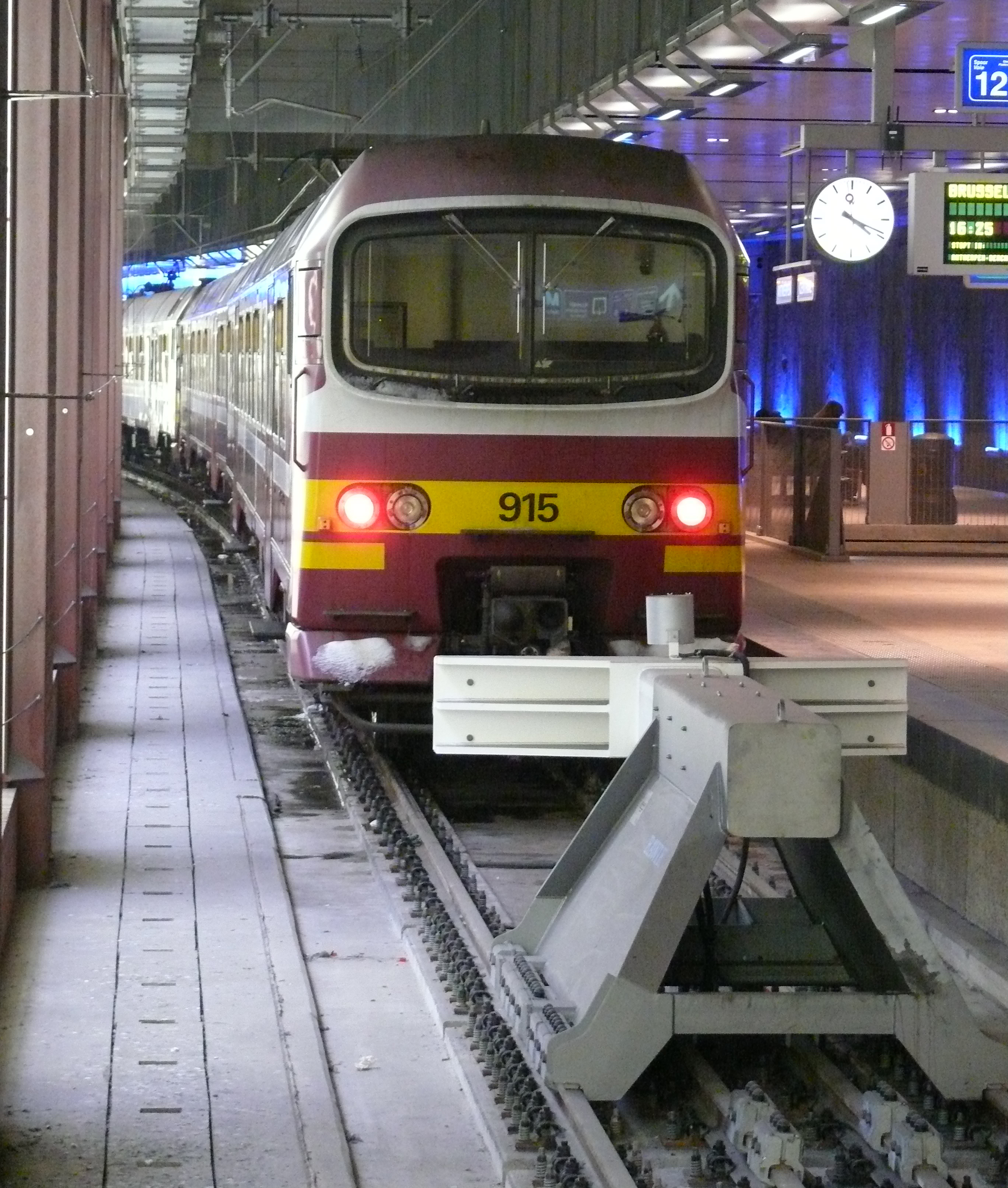
Oude MS86 in Antwerpen-Centraal
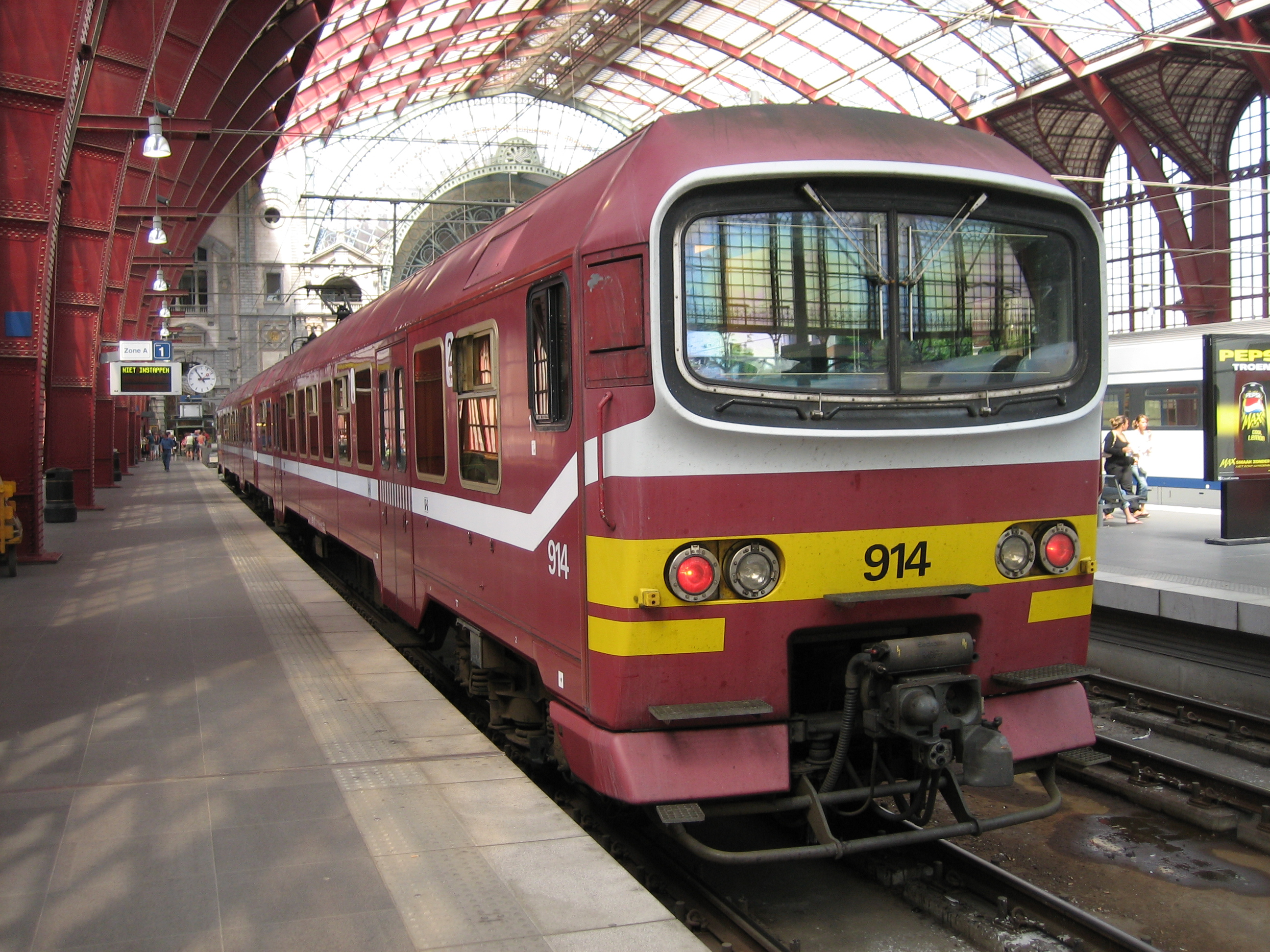
Oude MS86 in Antwerpen-Centraal
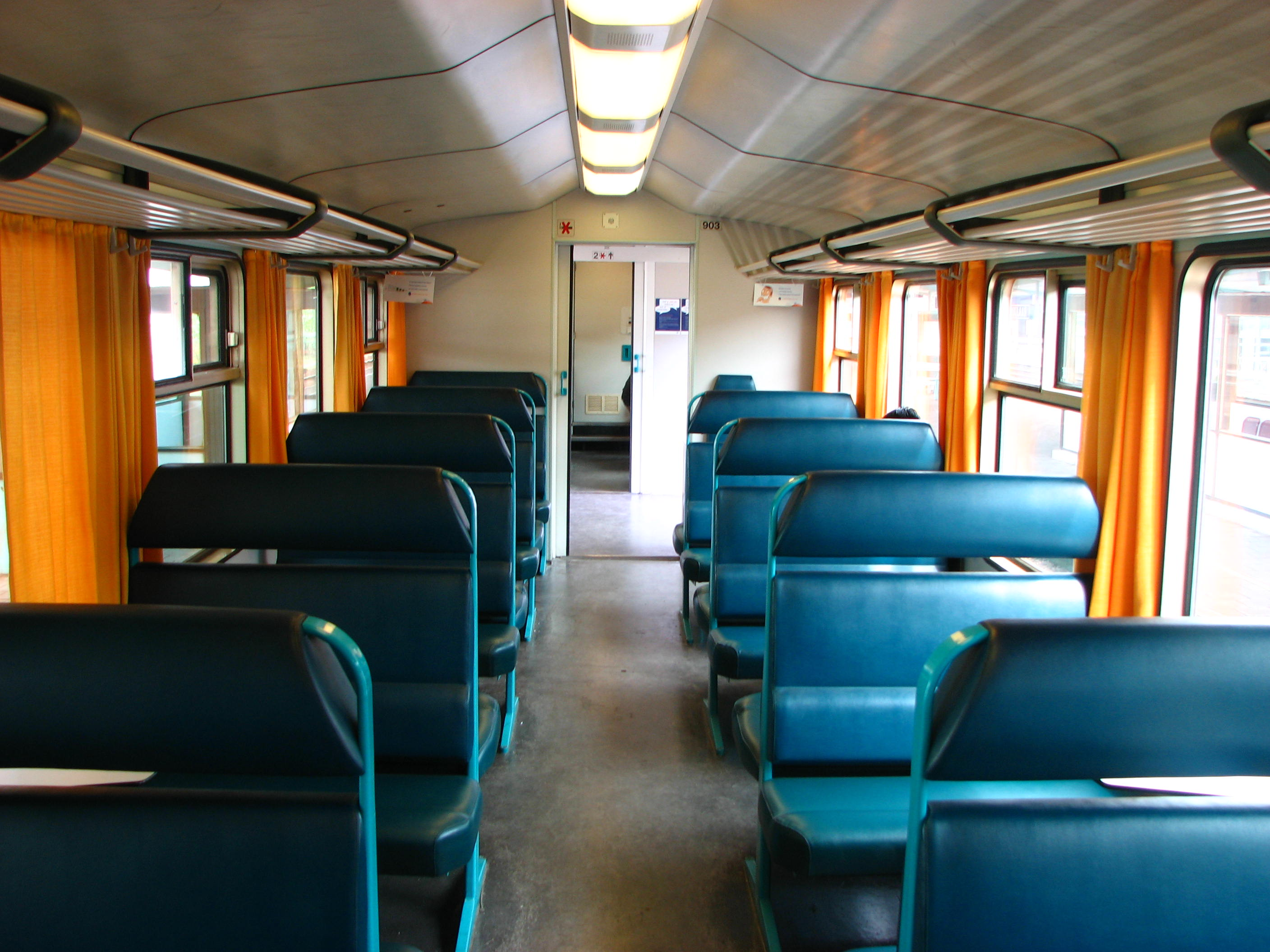
Het interieur (tweede klas) van een oude MS86
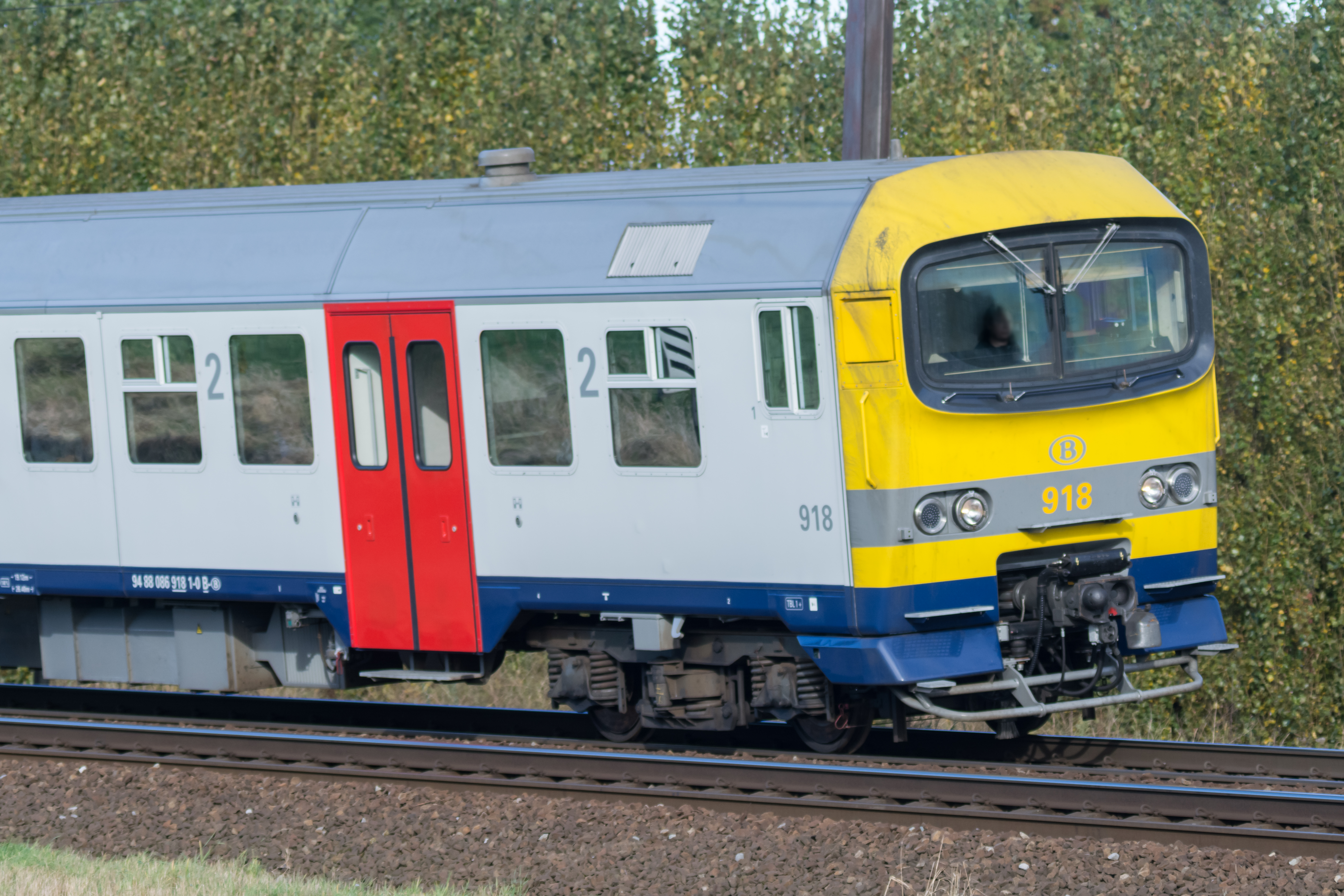
Een vernieuwde MS86
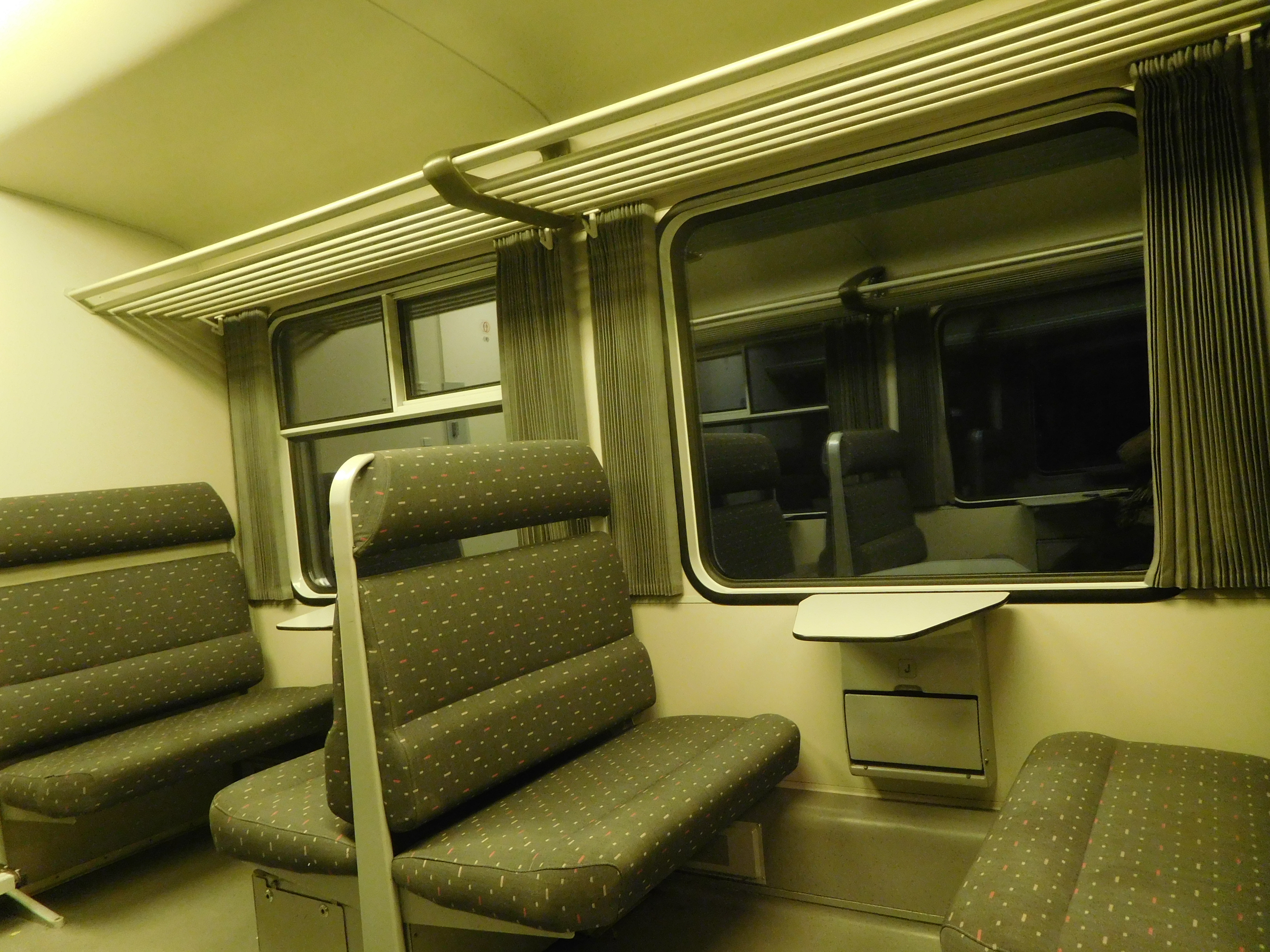
Interieur (tweede klas) van een vernieuwde MS86
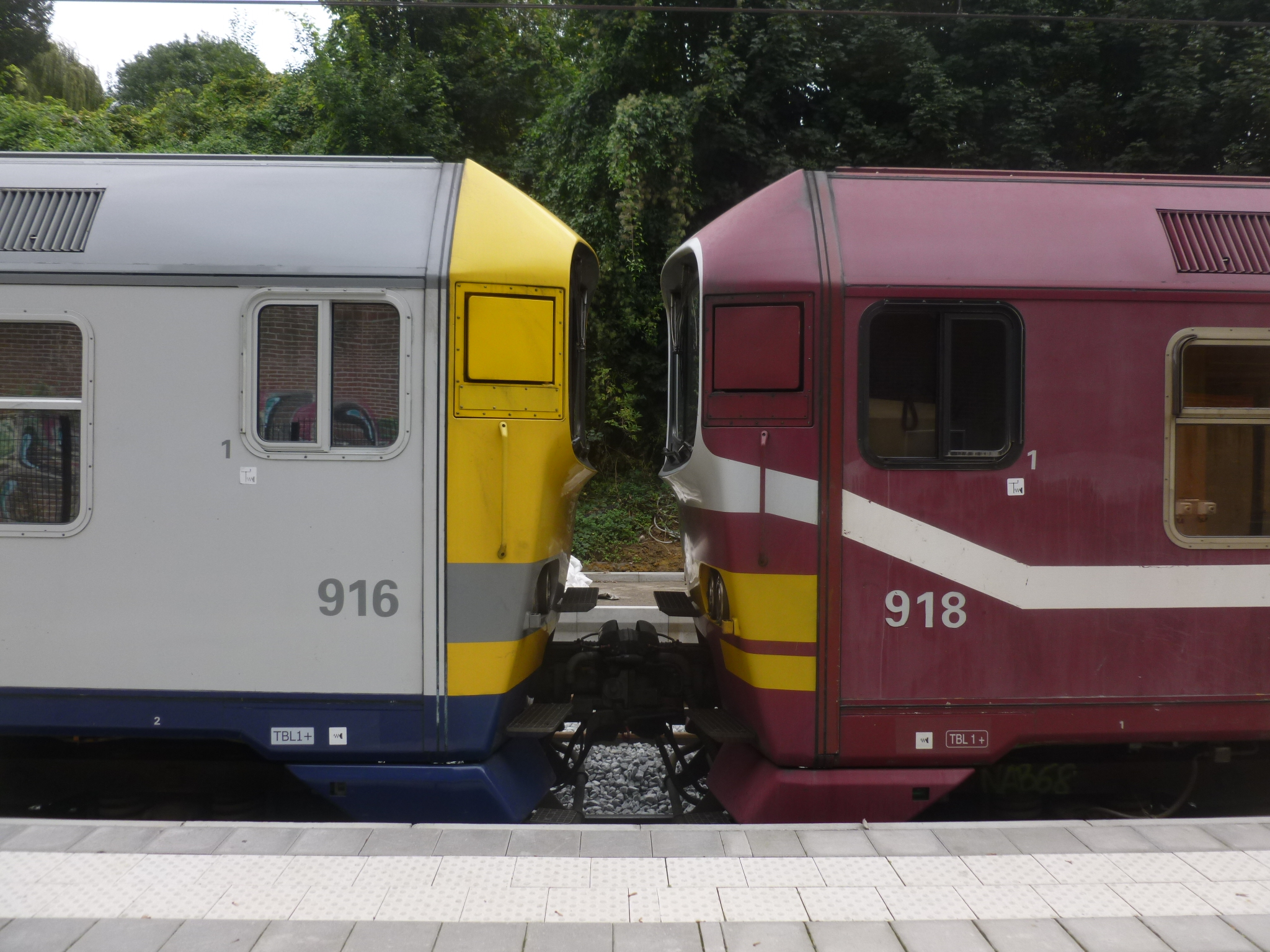
Een gekoppelde oude en nieuwe MS86
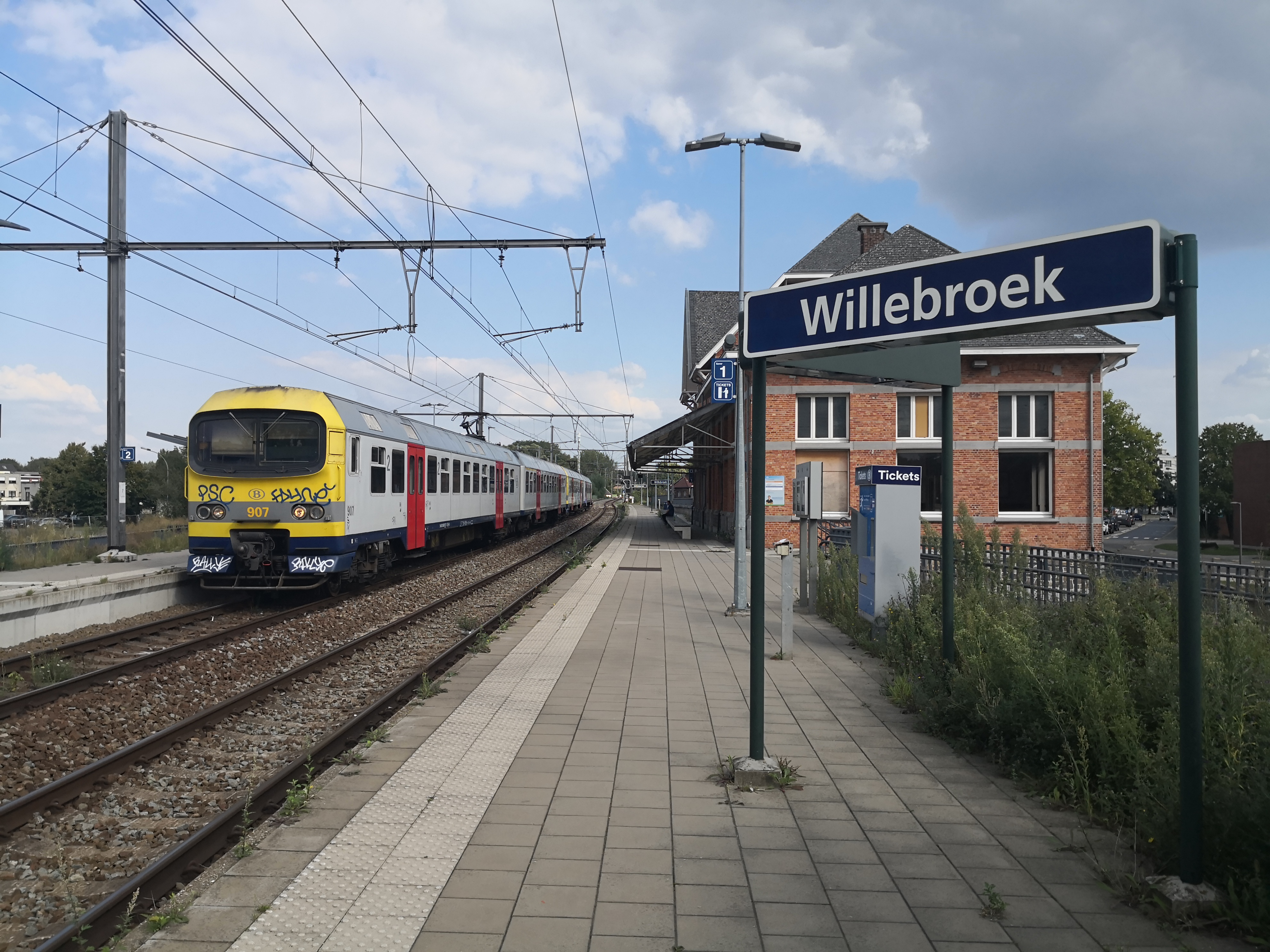
Een MS86 in het Station van Willebroek

## Technisch
- Plaatsen: 24 in eerste klasse, 153 in tweede klasse (oorspronkelijk 40 in eerste klasse; in 2006 werden daarvan 16 plaatsen naar tweede klasse omgebouwd)
- Vier gelijkstroommotoren, met ieder een vermogen van 190 kW[1], worden aangedreven door een thyristor-chopper die zich onder de Bx-bak bevindt. Als gevolg hiervan is bij het vertrek een zoemend geluid te horen.
- De treinstellen hebben automatische koppelingen (GF-koppeling) en kunnen met meer exemplaren in treinschakeling rijden.
- Het treinstel heeft één Faiveley-pantograaf[3] die zich op de Bx-bak bevindt
- Technisch geschikt om ook in Nederland te rijden, onder een bovenleidingspanning 1500 V=. Dit weliswaar met een gereduceerd vermogen en zonder het Nederlandse beveiligingssysteem ATB.